# Иоахим Гуткелед

Герб Гуткеледов

Иоахим Гуткелед (венг. Gutkeled nembeli Joachim; хорв. Joakim Pektar; ум. в апреле 1277) — влиятельный венгерско-хорватский аристократ из рода Гуткелед (Гут-Келед), бан Славонии в 1270—1272 годах и 1276—1277 годах, три раза бывший хранителем королевской казны в 1272—1275 годах, жупан (по-венгерски — ишпан) многих территорий, включая Баранью, Пожонь и Сплит; зять русского князя Романа Даниловича и титулярной герцогини Австрии Гертруды фон Бабенберг.

## Биография

### Ранние годы
Иоахим происходил из древнего рода швабского происхождения, перебравшегося в Венгрию в XI веке. Его отцом был бан Иштван (Стефан) Гуткелед, палатин Венгрии, фактически управлявший Хорватией, Славонией и Далмацией при малолетнем «младшем короле» Иштване V, в 1254—1259 годах бывший наместником Штирии.
В ходе ссор «младшего короля» Иштвана со своим отцом Белой IV Иоаким сначала поддержал Белу, за что получил хорошую должность при дворе. Однако в 1264 году он вместе с братьями Миклашем, Иштваном и Палом перешёл на сторону наследника венгерского престола. Иштван считал Иоахима одним из преданнейших своих людей и передал ему обширные территории страны.
Поэтому когда 3 мая 1270 года Бела IV умер, и Иштван V стал полноправным королём, Иоахим серьёзно возвысился. Он стал баном Славонии и с помощью своего богатства и связей контролировал значительную территорию Венгрии. В том же году он женился на Марии Романовне (род. в 1253), дочери русского князя Романа Даниловича (сына Даниила Романовича Галицкого) и наследнице герцогства Австрия Гертруды фон Бабенберг. Таким образом. теоретически Иоахим мог претендовать на австрийский престол.

### У трона
Влияние Гуткеледа в государстве росло. Вскоре он оказался приближен к супруге короля Иштвана — Эржбете Куманской, дочери половецкого хана Котяна. Между ними начался роман, который привёл к роковым последствиям для Иштвана V.
В начале лета 1272 года Иштван отправился в Далмацию, где собирался встретиться с королём Карлом I Сицилийским. Его отъездом воспользовался Иоахим Гуткелед, который 24 июня внезапно для всех похитил 9-летнего наследного принца Ласло и увёз его в замок Капронцу (Копривницу).
Иштван вернулся обратно и осадил замок. Однако 6 августа он умер, заболев, как говорят, от нервного потрясения, вызванного предательством Гуткеледа и подозрений относительно причастности Елизаветы к похищению сына.
После этого Иоахим вместе с принцем Ласло срочно выехал в Секешфехервар. Туда же направилась и королева Елизавета (Эржебет), что даёт основания подозревать её в предварительном сговоре с Гуткеледом. Целью заговорщиков была скорейшая коронация 10-летнего Ласло.
Партия сторонников покойного Белы IV попыталась сорвать коронацию, выставив своего претендента на престол — 20-летнего князя Белу из Мачвы (он был сыном бежавшего в Венгрию русского князя Ростислава Михайловича и внуком Белы IV). Сторонники Белы Ростиславича напали на дом вдовствующей королевы, но были отбиты отрядом магната Миклоша Пока.
Коронация Ласло IV состоялась 3 сентября 1272 года. Однако, междоусобную войну венгерских магнатов это не остановило. Недолгий мир был прерван уже во время торжеств, посвящённых коронации, когда вернувшийся из изгнания князь Хенрик I Кёсеги (Неметуйвари), прозванный Великим (Nagy), обвинил Белу из Мачвы в предательстве и изрубил его мечом так, что сестре убитого, монахине Маргит, пришлось собирать его останки по кускам (ноябрь 1272). Не исключено, что в организации этого убийства участвовал и Иоахим Гуткелед. Часть земель Белы, в том числе Босния, отошла к нему.
Отныне приверженцы Белы IV ушли с исторической сцены. Дальнейшая междоусобная борьба велась между двумя феодальными партиями. Одну из которых возглавили семейства Кёсеги и Гуткелед, которые держались вдовствующей королевы — и держали вдовствующую королеву в своих железных объятиях. Другую возглавляла семья Чаков, которые хранили верность Иштвану V. Семейство Чак, по-видимому отобрало у Иоахима Славонию.
После коронации Ласло IV Гуткелед возвысился ещё более серьёзно, став фактически управлять страной.

### Смещение
Однако постепенно королева Эржбета начала охладевать к своему любовнику, который хотел слишком много власти. В 1274 году она попыталась отстранить его от управления государством. В ответ Иоахим снова захватил в плен малолетнего короля Ласло, но его, неожиданно для всех, вооружённой рукой освободил старый враг Гуткеледов и Кёсеги — решительный и честолюбивый Петер I Чак. Подобно многим «старым венграм», он негативно относился и к «швабам» Гуткеледам, и к куманам-половцам. Теперь же расстановка сил в Венгрии изменилась: Чаки сражались вместе с куманами против Гуткеледов и Кёсеги. Вскоре Петер Чак нанёс поражение объединённой армии Гуткеледов и Гисинговцев. Уцелевшие Гисинговцы сочли за лучшее помириться с королевой. А Иоахим Гуткелед сумел вымолить у Елизаветы-Эржбеты амнистию.

### Возвращение к власти и гибель
Почти на год Иоахим отстранился от происходящих у трона событий. Однако в 1276 году снова вернулся к активным действиям, когда между кланами шла настоящая гражданская война, и вновь оказался среди сторонников королевы. Смутой в ослабленной Венгрии воспользовался чешский король Пржемысл Отакар II, войска которого вторглись на её территорию. Иоахим Гуткелед руководил королевскими войсками, которые освободили от чехов Шопрон. В том же году ему вновь вернули Славонию.
В следующем году против Эржбеты восстали хорватские магнаты Бабоничи, которые захватили владения Гуткеледа в Славонии. Иоахим повёл против них войска и в апреле 1277 года погиб в одном из боёв.
Сыновей он не оставил, поэтому его владения в конце концов разделили между собой Бабоничи и Кёсеги.
У Иоахима и Марии была дочь (ум. в 1337), которая вышла замуж за Лёрана Борсу.